# Бретань (историческая область)

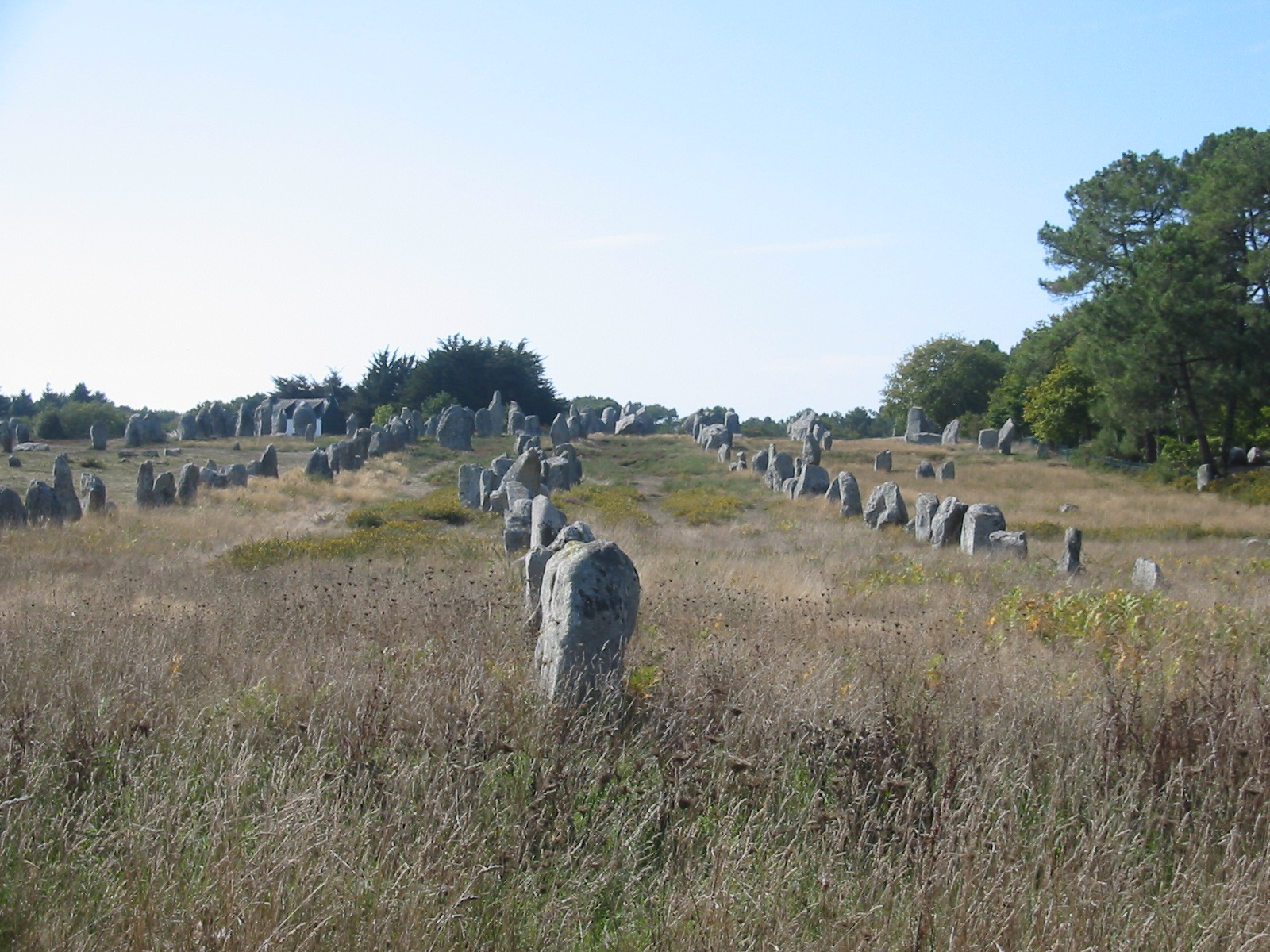
Мегалиты в Карнаке

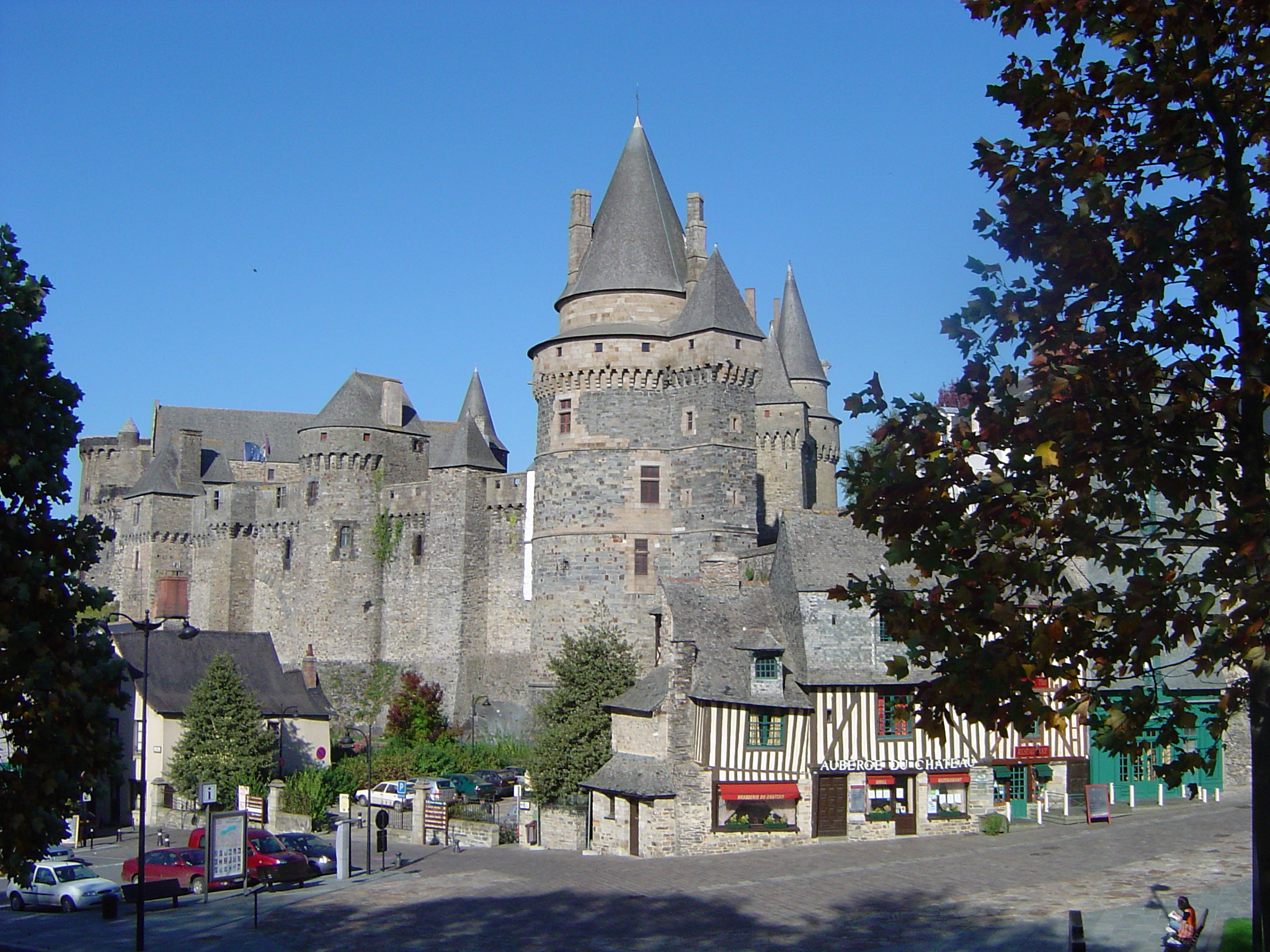
Витре, древний город-крепость

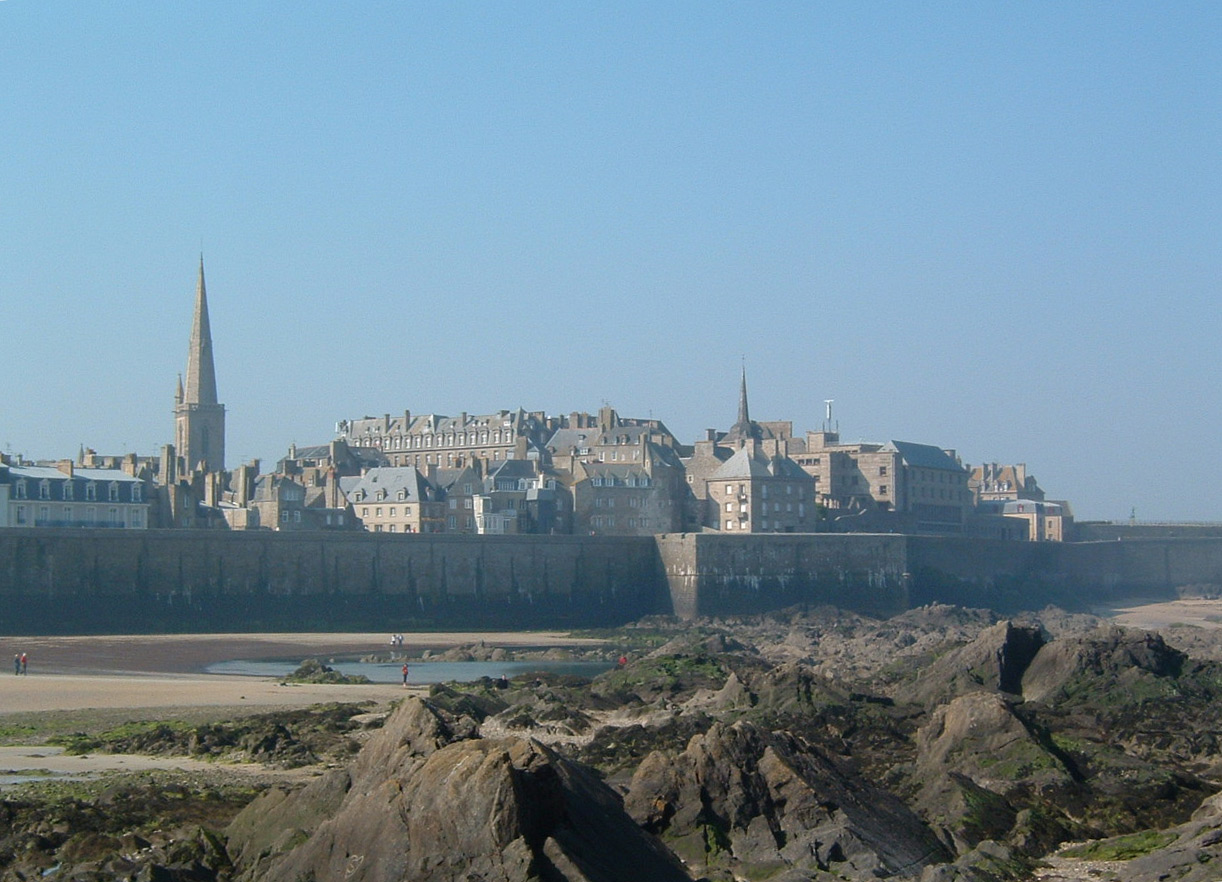
Сен-Мало, бывший оплот пиратов

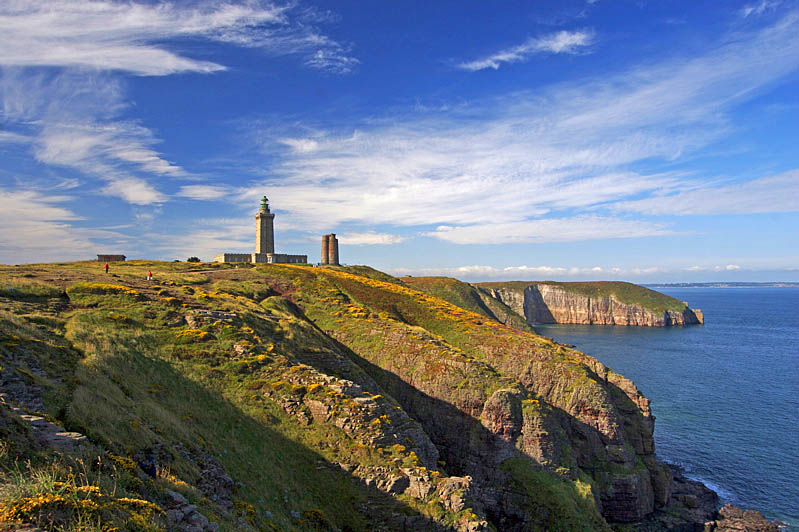
Мыс Фреель

Брета́нь (фр. Bretagne, брет. Breizh, галло Bertaèyn) — историческая область Франции, занимающая одноимённый полуостров на её северо-западе. Известная как часть Галлии под названием Арморика, в позднеримскую и раннесредневековую пору она стала объектом переселения кельтских общин с Британских островов. Тогда, как считается, и сложился народ бретонцы, язык которых относится к бриттской подгруппе кельтских языков.
Бо́льшую часть этой исторической области занимает административный регион Бретань, однако около пятой части её территории (департамент Луара Атлантическая с древней столицей — городом Нант) с 1941 года входит в регион Земли Луары. В границах исторической Бретани на 2010 год проживало 4,48 млн человек. Крупнейшие города её — Нант, Рен и Брест.

## Название
Традиционно считается, что Бретань обязана своим именем бриттам, переселившимся сюда из Британии в конце античности — начале средневековья.

## Исторический очерк

### Доисторический период
На территории Бретани известно исключительно большое количество мегалитических сооружений, наиболее масштабными среди которых являются Барненес, Гаврини, Карнакские камни, и археологических находок, связанных с культурами линейно-ленточной керамики, Ла-Огетт, колоколовидных кубков и т. д. Значительное сходство или даже тождество дизайна доисторических памятников Британии и Бретани позволяет говорить о том, что последняя уже тогда служила своеобразным связующим звеном между материковой Европой и Британскими островами.
Среди современного населения Бретани обнаружена максимальная концентрация гаплогруппы R1b, характерной для населения Западной Европы.

### Кельтский период
Первое проникновение кельтов в долину Луары и на Армориканский полуостров произошло не ранее VI в. до н. э. В ту пору это были лишь небольшие группы переселенцев, и только во второй половине IV в. до н. э. кельтские племена, принёсшие с собой технологию выплавки и обработки железа, окончательно укореняются в Арморике.

### Средневековье
В IX веке бретонцы создали королевство Бретань, ставшее герцогством, вассальным Франции, после захвата его норманнами в 939 году. С 1491 года Бретань объединилась с Францией благодаря личной унии, в дальнейшем постепенно утрачивая «древние вольности».

## Традиционное деление

Исторические провинции Бретани

Традиционно Бретань делилась на следующие провинции, или области, соответствующие епархиям:
- Нижняя Бретань (Breizh Izel)
  - Леон
  - Трегор
  - Корнуай
  - Ваннская область (Vannetais)

- Верхняя Бретань (Breizh Uhel)
  - Область Сен-Бриё
  - Область Сен-Мало
  - Область Доль
  - Ренская область
  - Нантская область.

## Передел Бретани в Новое время
В 1790 году в ходе Великой Французской революции Бретань была разделена на пять департаментов: Нижняя Луара (ныне — Атлантическая Луара), Кот-дю-Нор (ныне — Кот-д’Армор), Иль и Вилен, Финистер и Морбиан. Епархии были упразднены, а при их восстановлении, при Наполеоне I, границы их стали соответствовать границам департаментов. В 1941 году департамент Нижняя Луара был отторгнут режимом Виши от Бретани и вошёл в регион Земли Луары.
В настоящее время остальные четыре департамента образуют регион Бретань, охватывающий 80 % территории и 71 % населения исторической Бретани.